# Jože Ciuha
Jože Ciuha (* 26. April 1924 in Trbovlje; † 12. April 2015 in Ljubljana) war ein slowenischer Maler, Illustrator und Graphiker.

## Film
- Joze Ciuha: A Painter of His Time. (2012)[1]